# Bugallido (Negreira)
Bugallido (llamada oficialmente San Pedro de Bugallido) es una parroquia y un lugar español del municipio de Negreira, en la provincia de La Coruña, Galicia.

## Entidades de población
Entidades de población que forman parte de la parroquia:
- Babión
- Bugallido San Pedro (Bugallido)
- Cornado (O Carnado)
- Espesedo
- Farrapa (A Farrapa)
- Pedrouzo (O Pedrouzo)
- Quintenla
- Vilacoba (Vilacova)
- Vilaserío
- Casal do Mato
- San Pedro

## Demografía

### Parroquia
| Gráfica de evolución demográfica de Bugallido (parroquia) entre 2000 y 2018 |
|                                                                             |
| Datos según el nomenclátor publicado por el INE.                            |

### Lugar
| Gráfica de evolución demográfica de Bugallido San Pedro (lugar) entre 2000 y 2018 |
|                                                                                   |
| Datos según el nomenclátor publicado por el INE.                                  |